# Anabazenops fuscus
El ticotico acollarado o ticotico de cuello blanco (Anabazenops fuscus) es una especie de ave paseriforme de la familia Furnariidae endémica del sureste de Brasil. 

## Distribución y hábitat
Se distribuye por la Mata Atlántica del sureste de Brasil, desde el sur de Bahia y centro de Minas Gerais hacia el sur hasta Santa Catarina.
Esta especie es considerada bastante común en su hábitat natural, las selvas húmedas montanas entre los 500 y 1200 m de altitud.

## Sistemática

### Descripción original
La especie A. fuscus fue descrita por primera vez por el naturalista francés Louis  Pierre Vieillot y en 1816 bajo el nombre científico Sitta fusca; su localidad tipo es: «Rio de Janeiro, Brasil».

### Etimología
El nombre genérico masculino «Anabazenops» es una combinación de los géneros Anabates y Zenops = Xenops; y el nombre de la especie «fuscus», proviene del latín: de color oscuro.

### Taxonomía
Es monotípica. Ya estuvo anteriormente incluida en el género Philydor, pero esto no es consistente con los datos genéticos más recientes. La estructura del nido, la vocalización, el hábitat, la morfometría y los patrones de plumaje de los adultos y los juveniles, sugieren fuertemente que esta especie es hermana de  Anabazenops dorsalis.